# نيل إريكسون
نيل إريكسون هو عسكري سويدي، ولد في 1859 في السويد، وتوفي في 1937 في Faraway Ranch Historic District ‏ في الولايات المتحدة.

## معرض صور

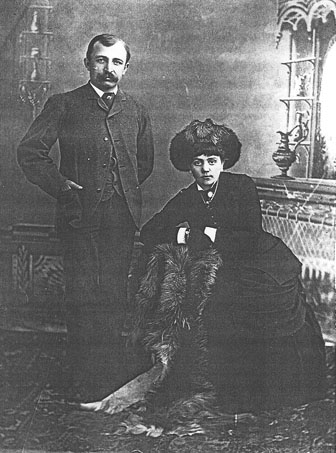
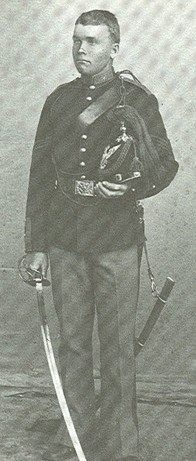
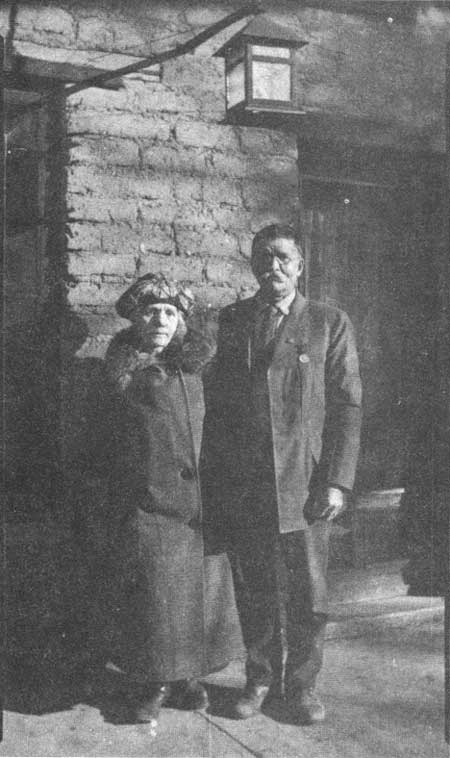
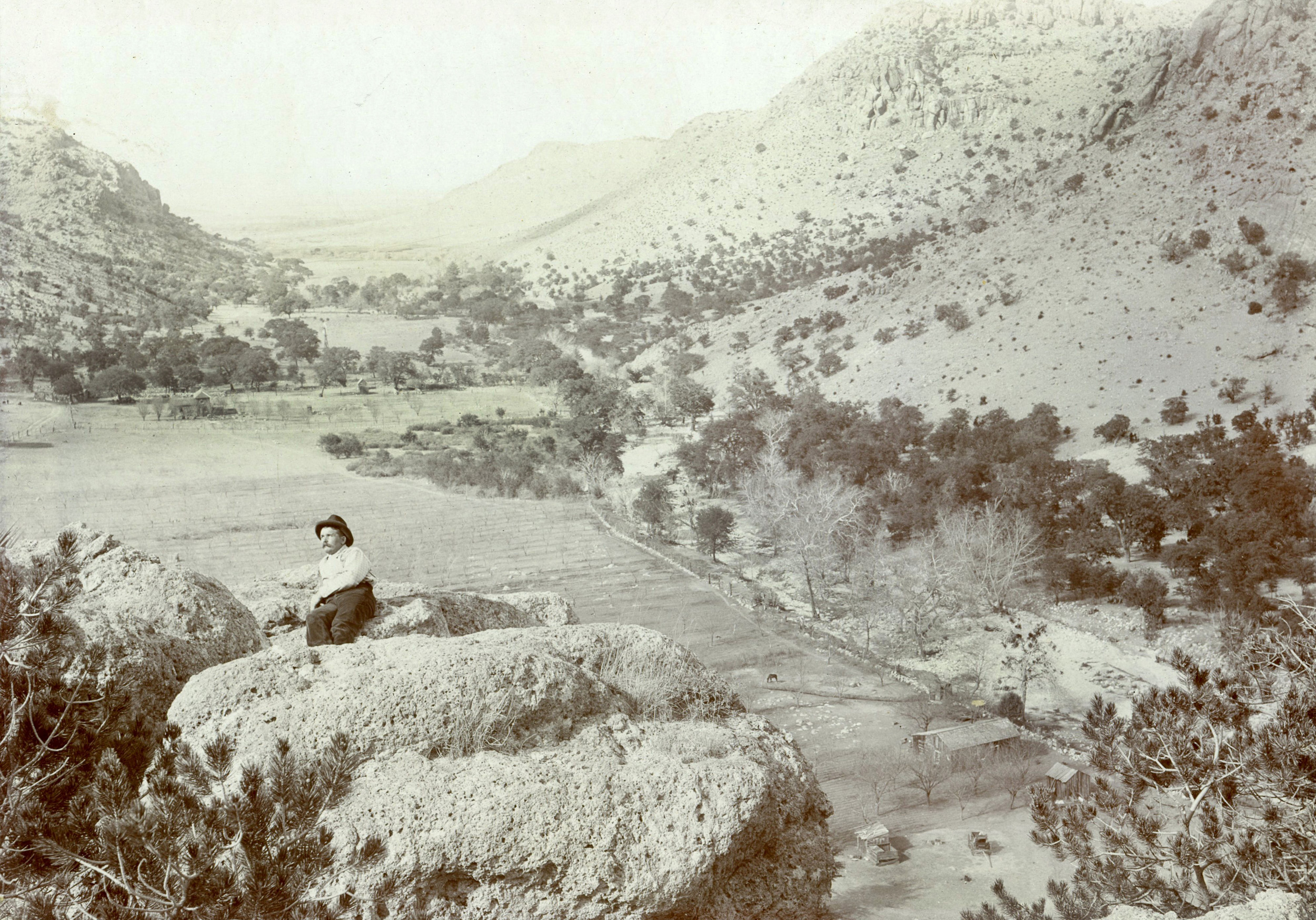
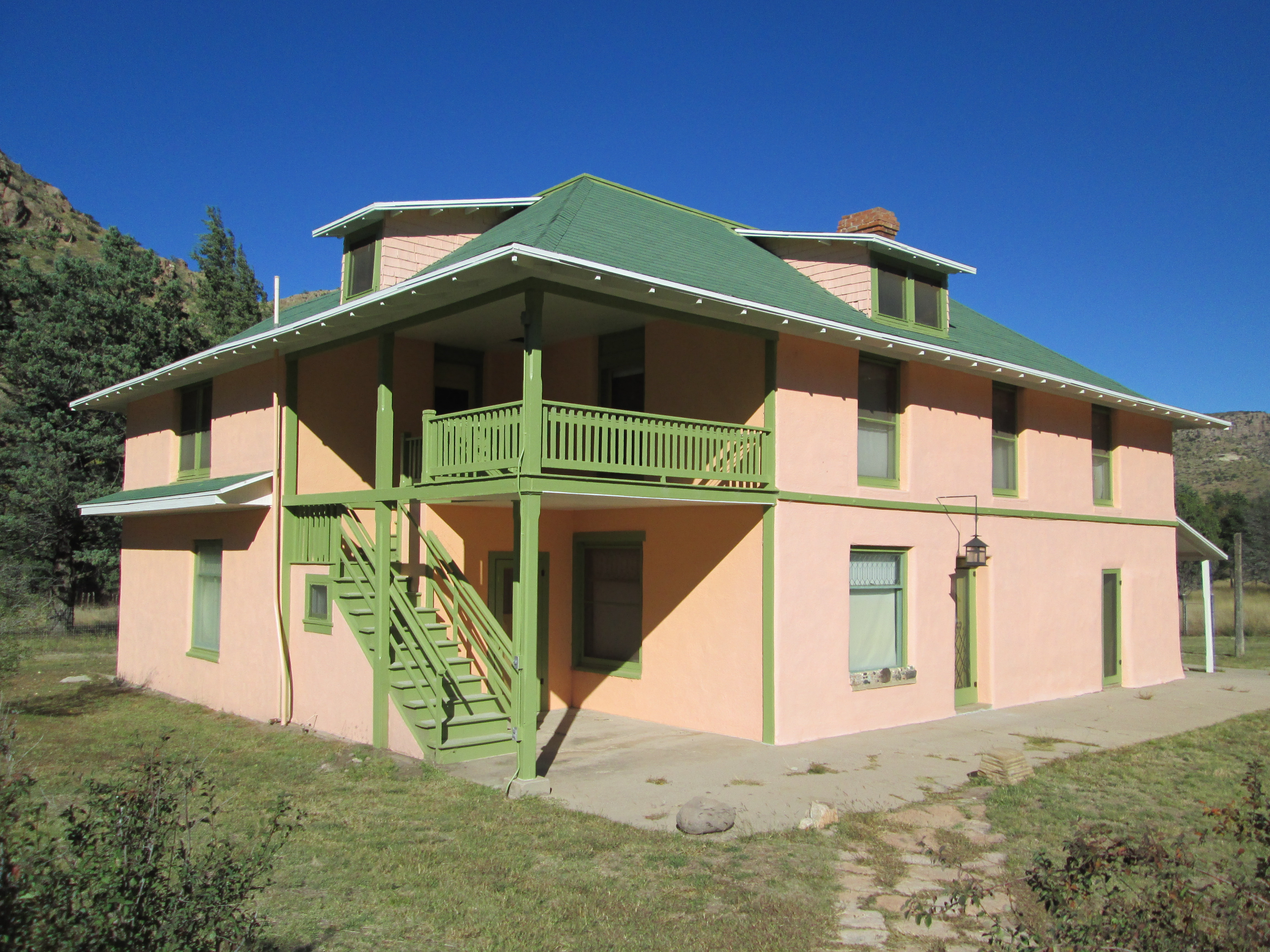
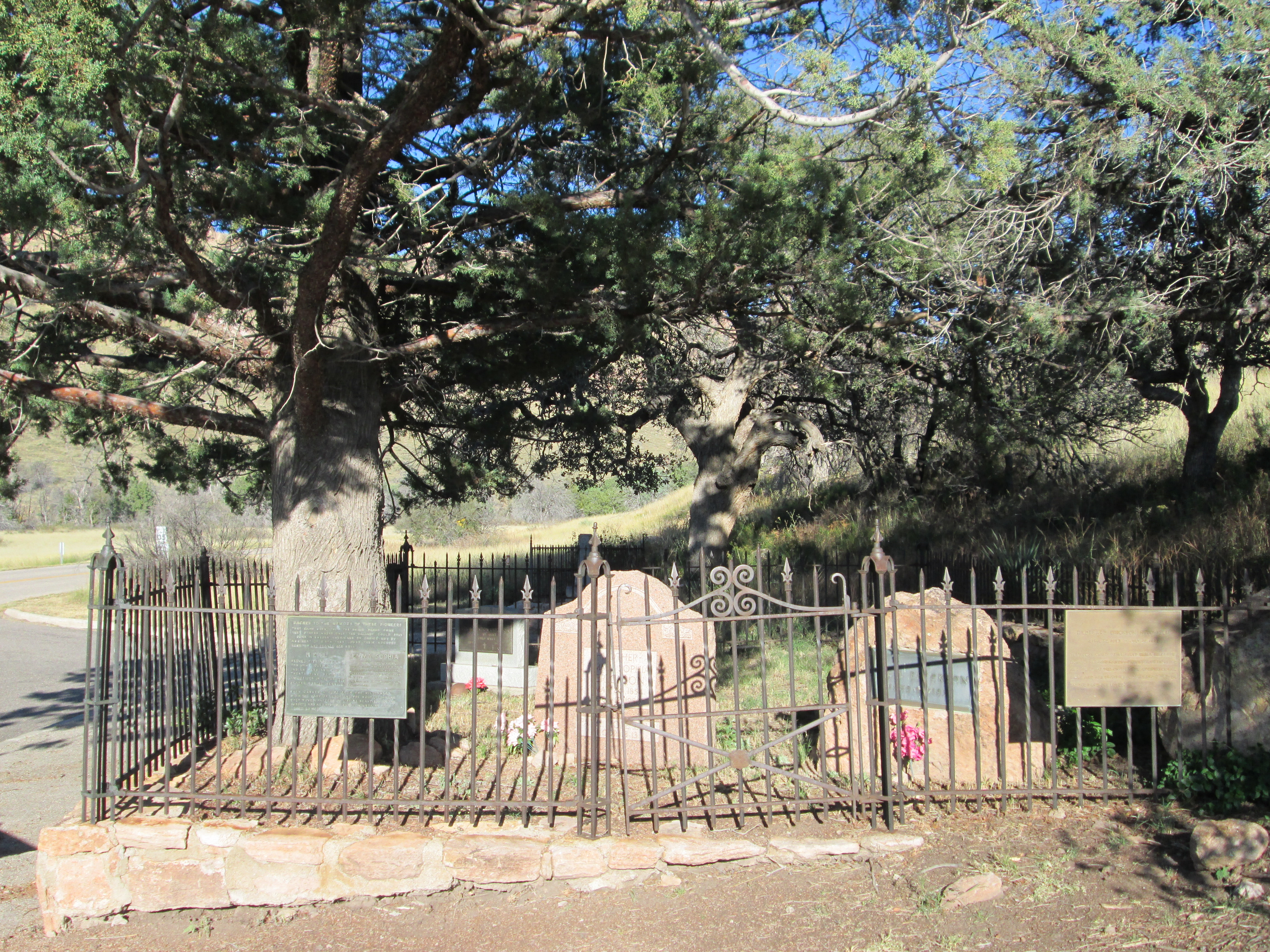